# Sclerophrys villiersi
Sclerophrys villiersi es una especie de anfibios anuros de la familia Bufonidae.

## Distribución geográfica y hábitat
Es endémica de los montanos del oeste de Camerún. Su rango altitudinal oscila entre 1200 y 2500 m s. n. m..
Su hábitat natural incluye montanos secos, praderas tropicales o subtropicales a gran altitud y ríos.
Está amenazada de extinción por la pérdida de su hábitat natural.